# Нелли Блай
Нелли Блай (англ. Nellie Bly), настоящее имя Элизабет Джейн Кокран (англ. Elizabeth Jane Cochran; 5 мая 1864/1867, Кокранс-Милс[en], штат Пенсильвания — 27 января 1922, Нью-Йорк) — американская журналистка, писательница, предпринимательница.

## Ранние годы
Блай родилась в Кокранс-Милс (Cochran’s Mills), округе Армстронг, штат Пенсильвания, находящегося в 65 км от Питтсбурга. Отец, бывший судья, умер, когда дочери было шесть лет. Через три года мать вышла замуж, но развелась, когда Блай было 14 лет. В юности Кокран добавила к своей фамилии букву «e» (Cochrane, Кокрейн).
В 1880 году семья переехала в Питтсбург, а в 1885 году Блай начала свою карьеру в качестве репортёра газеты Pittsburgh Dispatch[en]. В газете была опубликована статья, дискриминировавшая женщин, в ответ на публикацию Кокрейн послала гневное письмо редактору, который был так впечатлён им, что предложил ей работу. В те времена женщины-журналистки часто публиковались под литературными псевдонимами, Кокрейн выбрала себе псевдоним Нелли Блай по названию популярной в то время песни Стивена Фостера.
Сначала Блай публиковала в газете заметки о тяжёлом положении женщин, работавших на заводе в Питсбурге, жизни в трущобах и другие подобные темы, однако редакция вынуждала её заняться тем, чем ограничивался тогда вклад женщин в журналистику, — описанием светской жизни, моды, садоводства и т. п. Несогласная с этим, Блай в 1886−1887 годах предприняла поездку по Мексике, отправляя отчёты о жизни мексиканцев, описывая коррупцию и тяжёлые условия существования бедноты в Мексике. В одной из статей Блай выступала против ареста местного журналиста за критику мексиканского правительства (в то время у власти находился Порфирио Диас), за что была под угрозой ареста изгнана из страны. Её статьи позже были собраны в сборнике «Шесть месяцев в Мексике» (Six Months in Mexico, 1888).

## Разоблачение психбольницы
В 1887 году Блай уволилась из «Pittsburgh Dispatch» и переехала в Нью-Йорк, устроившись в газету «New York World» Джозефа Пулитцера. Одной из первых её затей стала симуляция сумасшествия с целью попасть в женский сумасшедший дом на острове Блэкуэлл (ныне остров Рузвельта) для расследования жестокого обращения с пациентками клиники.
Симулировав душевную болезнь и амнезию и обманув нескольких докторов, Блай добилась своего и провела десять дней в лечебнице, чтобы позже выступить с разоблачительной статьей об ужасающих условиях, в которых существуют пациентки лечебницы, об издевательствах персонала и о том, что часть пациенток явно попала туда по ошибке. Статья стала сенсацией и привела к тому, что положением в лечебницах такого рода заинтересовалась не только общественность, но и власти, существенно увеличив бюджет Департамента общественной благотворительности и исправительных учреждений.
Своим кумиром в журналистике считала Нелли Блай Хильда Лишак — юная американская журналистка и писательница, издательница газеты «The Orange Street News», на основе расследований которой в США был снят на рубеже 2010-х и 2020-х годов приключенческий сериал «Домой до темноты».

## Кругосветное путешествие
После репортажа о событиях в сумасшедшем доме Нелли Блай обрела широкую известность. Люди называли её «Леди сенсация». Однажды она сделала своему редактору предложение: превзойти рекорд героя книги Жюля Верна, совершив кругосветное путешествие. В одном из очередных номеров «Нью-Йорк Уорлд» было опубликовано объявление о том, что всенародно известная Нелли Блай бросила вызов Филеасу Фоггу и решила обогнуть планету менее чем за 80 дней. Нелли отправилась в кругосветное путешествие 14 ноября 1889 года. По пути она отклонилась от своего маршрута, чтобы взять интервью у самого Жюля Верна. Когда девушка достигла своей цели, он отправил телеграмму в редакцию «Нью-Йорк Уорлд»: «Я нисколько не сомневался в успехе Нелли Блай. Она показала своё упорство. Ура в её честь! Жюль Верн». Нелли добилась своей цели, отважная Блай — в отличие от вымышленного персонажа совершила кругосветное путешествие ровно за 72 дня 6 часов и 10 минут, посетив при этом Англию, Францию, где встретилась с Жюлем Верном, Италию, Суэцкий канал, Цейлон, Сингапур, Гонконг и Японию.

## Личная жизнь и последние годы жизни
Чем большую известность приобретала Нелли Блай, тем труднее ей было проводить журналистские расследования, так как её повсеместно начали узнавать. Она поняла, что журналистику придется оставить. Она сделала это, выйдя замуж за миллионера Роберта Симона, который был на 42 года старше её. Дети Симона крайне негативно относились к Блай. У пары так и не появилось своих детей. Она ушла из журналистики и стала президентом 'Iron Clad Manufacturing Co.', производившей стальные контейнеры, молочные банки и котлы. В 1904-м она овдовела. Некоторое время она была одной из ведущих женщин-фабрикантов в Соединенных Штатах, но совершаемые сотрудниками хищения привели её к банкротству, и Блай была вынуждена вернуться к профессии журналиста. Она писала репортажи с парада суфражисток 1913 года и с Восточного фронта Первой мировой войны. В то же время она активно занималась благотворительностью, уделяя особое внимание сиротам, оставшимся без попечения родителей.
Она умерла от пневмонии в нью-йоркской больнице St. Mark’s Hospital 27 января 1922 года, в возрасте 57 лет, и была похоронена в скромной[уточнить] могиле на кладбище Woodlawn Cemetery в Бронксе.

## В кино
- Лана Уинтерс (Сара Полсон) в сериале Американская история ужасов: Психбольница (2012) частично списана с Нелли Блай
- 10 Days in a Madhouse[en] (2015)[5]
- Escaping the Madhouse: The Nellie Bly Story (2019)[6]